# Романовский, Владимир Захарович
Влади́мир Заха́рович Рома́новский (18 [30] июня 1896 — 5 сентября 1967) — советский военачальник, командующий армиями в Великой Отечественной войне. Генерал-полковник (1945).

## Молодость и Первая мировая война

Могила В. З. Романовского на Новодевичьем кладбище Москвы.

Родился в крестьянской семье в селе Вешаловка (стар. Вешеловка) ныне Липецкого района Липецкой области. Окончил сельскую школу в 1907 году в Вешаловке. С сентября 1912 года работал шахтёром на Ирминской шахте в Донбассе. В июне 1915 года вернулся в Вешаловку, работал в родительском крестьянском хозяйстве.
В августе 1915 года призван в Русскую императорскую армию. В 1916 году окончил учебную команду. С 1916 года участвовал в Первой мировой войне в звании старшего унтер-офицера, командовал взводом 8-го Эстляндского пехотного полка 2-й пехотной дивизии на Румынском фронте. Был демобилизован в феврале 1918 года.
Вернулся в Вешаловку, работал в крестьянском хозяйстве.

## Гражданская война и межвоенный период
В Красной Армии с октября 1918 года. Сначала командовал ротой Всеобуча, с декабря 1918 года — ротой 208-го запасного полка в Липецке. С июля 1919 года воевал в Гражданской войне в 7-й стрелковой дивизии: командир батальона 59-го стрелкового полка, с сентября 1919 — председатель партийной ячейки артиллерийского дивизиона, с мая 1920 — комиссар бронепоезда № 60. Воевал на Восточном фронте против войск адмирала А. В. Колчака, затем в 12-й армии на Южном фронте против войск А. И. Деникина и польской армии. Член РКП(б) с мая 1920 года. За отличия в боях на польском фронте награждён орденом Красного Знамени.
После войны служил на бронепоезде до декабря 1921 года, когда был направлен на учёбу. В 1922 году окончил курсы усовершенствования политического состава. С июня 1922 года служил в 3-м Верхнеудинском стрелковом полку 5-й армии на Дальнем Востоке политруком роты. Когда в 1923 году резко обострилась вооружённая антисоветская борьба в Якутии, в июле 1923 года В. З. Романовский был назначен командиром-комиссаром отряда Частей особого назначения (ЧОН) более двух лет участвовал в ликвидации повстанческих отрядов в Колымском и Верхоянском округах Якутии. За эти бои награждён своим вторым орденом Красного Знамени. В сентябре 1925 года возвращён в 3-й Верхнеудинский полк политруком роты, в январе 1926 года назначен секретарём партбюро 2-го Нерчинского полка, затем секретарём партийной комиссии 1-й Тихоокеанской дивизии. С августа 1929 по май 1930 года служил комиссаром 105-го стрелкового полка 35-й стрелковой дивизии Сибирского военного округа (Иркутск) и ОКДВА. Принимал участие в боях на КВЖД в октябре-декабре 1929 года. За эти бои награждён третьим орденом Красного Знамени, таковых в Советском Союзе тогда было менее 100 человек.
Затем убыл на учёбу. В 1931 году окончил Курсы усовершенствования политсостава при Военно-политической академии имени Н. Г. Толмачёва. С апреля 1931 года — командир-комиссар 11-го Туркестанского стрелкового полка Ленинградского военного округа. В 1932 году уехал учиться в академию, в 1935 году окончил Военную академию РККА имени М. В.  Фрунзе. С января 1936 — командир—комиссар 10-го Туркестанского стрелкового полка Ленинградского военного округа. С июня 1937 года — начальник Московского военного училища имени ВЦИК. С апреля 1938 года — заместитель командующего 2-й Отдельной Краснознамённой армией на Дальнем Востоке. Участник боевых действий у озера Хасан в 1938 году. С июля 1940 года — командующий 10-й армией (Западный Особый военный округ). С марта 1941 года — помощник командующего войсками Приволжского военного округа.

## Великая Отечественная война
В начале Великой Отечественной с июня 1941 года по март 1942 года служил командующим войсками Архангельского военного округа. С апреля 1942 года на фронте: заместитель командующего, с мая 1942 года — командующий 1-й ударной армии (Северо-Западный фронт). Войска этой армии участвовали в наступательной операции по попытке уничтожения Демянской группировки гитлеровских войск в мае 1942 года, окончившейся безуспешно, последующие попытки наступления всех армий Северо-Западного фронта на Демянск также не дали результата.
17 ноября 1942 года В. З. Романовский был освобождён от должности, но уже 2 декабря 1942 года назначен командующим 2-й ударной армией (Волховский фронт). После интенсивной подготовки в январе 1943 года армия участвовала в прорыве блокады Ленинграда. При поддержке авиации и артиллерии 2-я ударная армия сделала то, что ранее полтора года не удалось советским войскам в многочисленных наступательных операциях —прорвала сплошную оборону немецкой группы армий «Север» в узком выступе между Шлиссельбургом и Синявино (южнее Ладожского озера), и 18 января соединилась с наступавшей ей навстречу 67-й армией Ленинградского фронта в районе Рабочих поселков № 5 и № 1. В последующие месяцы армия в составе Ленинградского, Волховского и вновь Ленинградского фронтов армия обороняла рубеж юго-восточнее Шлиссельбурга, участвовала в Мгинской операции. В октябре-ноябре 1943 года успешно произвёл перегруппировку войск армии на ораниенбаумский плацдарм, откуда она должна была наносить решающий удар в запланированной Ленинградско-Новгородской операции, но перед самым наступлением 23 декабря 1943 года внезапно был освобождён от должности командующего и откомандирован в распоряжение Главного управления кадров НКО СССР.
В январе 1944 года назначен заместителем командующего войсками 4-го Украинского фронта, где участвовал в Никопольско-Криворожской наступательной операции. Однако в марте 1944 года вновь направлен на Ленинградский фронт, где с 14 по 24 марта 1944 года — командующий 42 армией, с марта 1944 года по февраль 1945 года — командующий 67-й армией. На Ленинградском фронте и 3-м Прибалтийском фронтах во главе этой армии участвовал в Псковско-Островской, Тартуской, Рижской наступательных операциях, затем с октября 1944 года армия участвовала в блокаде Курляндской группировки немецких войск.
С марта по июнь 1945 года — командующий 19-й армией (2-й Белорусский фронт). В ходе Восточно-Померанской наступательной операции армия под его командованием во взаимодействии с 1-й гвардейской танковой армией и 70-й армией и Балтийским флотом окружили и разгромили гдыньскую группировку противника и овладели крупным городом и морским портом Гдыня, затем блокированию крупную немецкую группировку войск врага на западном побережье Данцигской бухты. В апреле-мае 1945 года части армии наступали по побережью Балтийского моря в ходе Берлинской стратегической операции, во взаимодействии со 2-й ударной армией очистили от немецких войск острова Волин, Узедом и Рюген. 9 мая войска армии приняли капитуляцию немецко-фашистских войск на косе Хель. В этот же день одна дивизия из состава армии была высажена кораблями Балтийского флота на датский остров Борнхольм (см. Борнхольмский десант) и там также приняла капитуляцию крупного немецкого гарнизона в 11 138 солдат и офицеров.

## Послевоенное время
С 9 июня 1945 года — командующий войсками Воронежского военного округа. С апреля 1946 года по 1947 год — командующий 4-й гвардейской армией (Центральная группа войск).
В 1948 году окончил Высшие академические курсы при Высшей военной академии имени К. Е. Ворошилова. С апреля 1948 года — командующий войсками Северо-Кавказского военного округа. С июня 1949 года по декабрь 1951 года — командующий войсками Донского военного округа.
С января 1952 года по октябрь 1957 года — начальник Высших академических курсов при Высшей военной академии имени К. Е. Ворошилова. С октября 1957 года — начальник факультета по подготовке офицеров стран народной демократии Военной академии им. М. В. Фрунзе.
С октября 1959 года — в отставке по болезни. Жил и скончался в Москве. Похоронен на Новодевичьем кладбище.
Депутат Верховного Совета СССР 2-го и 3-го созывов.

## Воинские звания
- Старший унтер-офицер (1916)
- Полковник (29.01.1936)
- Комбриг (17.02.1938)
- Комдив (20.02.1939)
- Комкор (29.04.1940)
- Генерал-лейтенант (4.06.1940)
- Генерал-полковник (11.07.1945)

## Награды
- орден Ленина (21.02.1945)
- шесть орденов Красного Знамени (5.01.1921, 23.10.1926, 22.02.1930, 22.01.1942, 3.11.1944, 20.06.1949)
- орден Суворова 1-й степени (10.01.1945)
- два ордена Кутузова 1-й степени (28.01.1943, 29.05.1945)
- орден Суворова 2-й степени (23.08.1944)
- медаль «За оборону Ленинграда»[3]
- медаль «За оборону Советского Заполярья»
- Другие медали СССР

Награды Польши
- Ордена «Крест Грюнвальда» 2-й и 3-й степеней (оба в 1945)[4]
- Крест Храбрых[источник не указан 696 дней]
- Медаль «За вашу и нашу Свободу»
- Медаль «За Одру, Нису и Балтику» (1945)

## Сочинения
- В. З. Романовский Бои на подступах к Риге. // Военно-исторический журнал. — 1964. — № 10. — С.63-66.
- В. З. Романовский. Действует 2-я ударная… // Пароль — «Победа!» / составитель Я. Ф. Потехин. — Л.: Лениздат, 1969. — С. 289—305. — 648 с. — (Воспоминания об участии в обороне Ленинграда, 1941—1944 гг.).

## Память
- В родном селе Вешаловка установлена мемориальная доска в 2019 году[5][6].